# Adam Arndtsen
Adam Frederik Oluf Arndtsen (født 15. december 1829 på øen Alsten i Helgeland, Nordland, død 7. august 1919 i Kristiania) var en norsk fysiker. 
Arndtsen blev cand. med. 1854, og var universitetsstipendiat i fysik 1856—67, docent 1873—74, 1875—1914 direktør for Norges justervæsen. Sammen med Ole Jacob Broch og Carl Frederik Fearnley udarbejdede han 1875 det videnskabelige grundlag for det norske justervæsens overgang til det metriske system og videre udvikling på dette grundlag. Arndtsen er forfatter af mange videnskabelige afhandlinger og betænkninger, hvoraf tre er blevne tilkendte guldmedalje, nogle lærebøger og andre skrifter i fysik samt Elektrotherapi, kort og praktisk fremstillet (1872) og 11 Forelæsninger over mekanisk Varmelære (1875).